# لاس وگاس استریپ

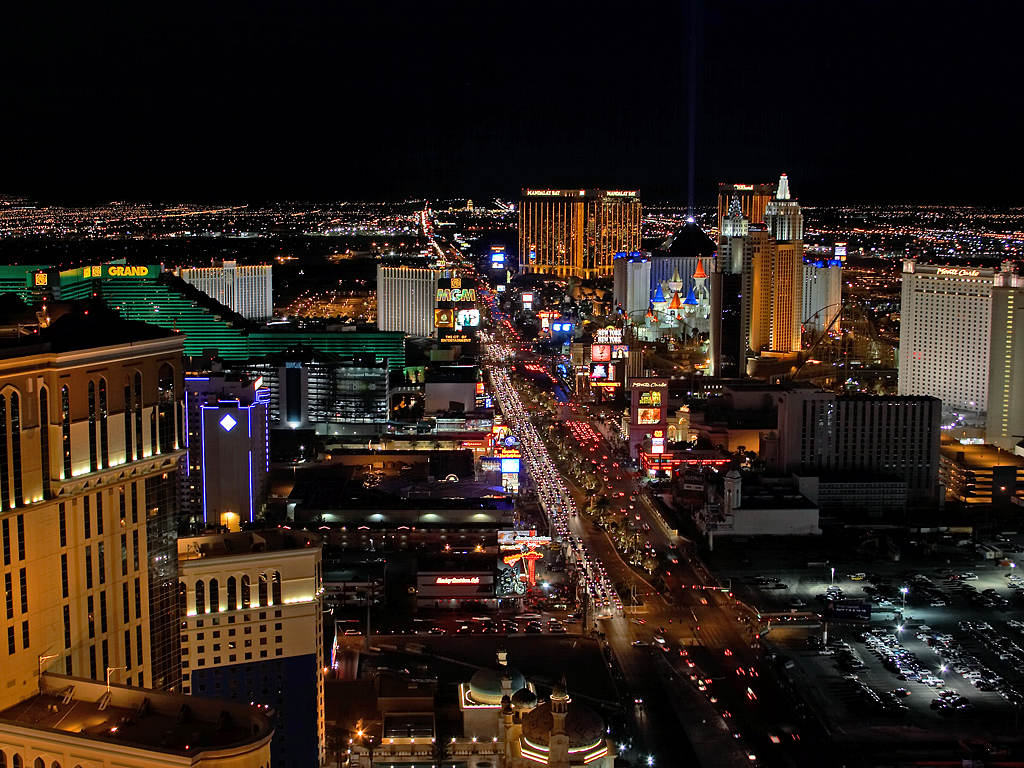

نوار لاس‌وگاس یا لاس‌وگاس استریپ (به انگلیسی: Las Vegas Strip) نام یک منطقه شهری در لاس‌وگاس، ایالات متحده است که به سبب هتل‌های برجسته و قمارخانه‌های فراوان آن در جهان شهرت دارد.
از کسانی که برای گسترش نواره لاس‌وگاس کوشش‌های فراوانی نمودند می‌توان به استیو وین، شلدون ادلسون، جِی سارنو (سیزرز پَلِیس)، ویلبور کلارک، فیلیپ (فیل) رافین، هوارد هیوز، جیمز مورن و میلیاردر فقید و نامدار ارمنی-آمریکایی کرک کرکوریان اشاره کرد.
بسیاری از بزرگترین هتل‌ها، کازینوها و اقامتگاه‌های تفریحی جهان در نوار لاس وگاس قرار دارند که به دلیل معماری معاصر، چراغ‌ها و جاذبه‌های بسیار متنوع شناخته شده‌اند. هتل‌ها، کازینوها، رستوران‌ها، بلندمرتبه‌های مسکونی و مکان‌های تفریحی، این نوار را به یکی از محبوب‌ترین و نمادین‌ترین مقاصد گردشگری در جهان تبدیل کرده و یکی از نیروهای محرک اقتصاد لاس وگاس است. بیشتر نوار به عنوان جاده ای کاملاً آمریکایی تعیین شده‌است و یک مسیر دیدنی در شب محسوب می‌شود.

## محدوده
از نظر تاریخی، کازینوهای منطقه ای که در مرکز شهر لاس وگاس در امتداد خیابان Fremont نبودند، در خارج از محدوده شهر در بلوار لاس وگاس قرار داشتند. در سال ۱۹۵۹، نشان خوشامد به لاس وگاس دقیقاً ۴٫۵ مایل (۷٫۲ کیلومتر) خارج از محدوده شهر ساخته شد. این تابلو در حال حاضر در حد فاصل جنوب جاده راسل، روبروی محل هتل و کازینو Klondike اکنون تخریب شده و حدود ۰٫۴ مایل (۰٫۶۴ کیلومتر) جنوب جنوبی‌ترین ورودی هتل و کازینوی مندلی بی، که جنوبی‌ترین کازینوی نوار است، واقع شده‌است.
به معنای دقیق، «نوار» فقط به نوار بلوار لاس وگاس که تقریباً بین خیابان صحرا و جاده راسل واقع شده‌است، فاصله ۴٫۲ مایل (۶٫۸ کیلومتر) اشاره دارد. با این حال، این اصطلاح غالباً برای اشاره نه تنها به جاده بلکه به کازینوها و استراحتگاه‌های مختلفی که جاده را پوشانده‌اند و حتی به املاک نزدیک اما در جاده نیست. عباراتی مانند Strip Area , Resort Corridor یا Resort District گاهی برای نشان دادن منطقه جغرافیایی بزرگتر استفاده می‌شوند، از جمله خصوصیات ۱ مایل (۱٫۶ کیلومتر) یا بیشتر دور از بلوار لاس وگاس، مانند وست‌گیت لاس وگاس، کازینو و هتل تمام سوئیت ریو، نخل‌ها، و استراحتگاه‌های اوی.

## تاریخچه
اولین کازینویی که در بزرگراه ۹۱ ساخته شد کلوپ Pair-o-Dice در سال ۱۹۳۱ بود، اما اولین کازینو که در حال حاضر نوار استراحتگاه است El Rancho Vegas بود، که با ۶۳ اتاق در ۳ آوریل ۱۹۴۱ افتتاح شد (و در سال ۱۹۶۰ توسط آتش‌سوزی نابود شد). موفقیت این هتل باعث ایجاد دومین هتل در مورد محل تبدیل شدن به نوار، هتل آخرین مرز در سال ۱۹۴۲ شد. شخصیت‌های جرایم سازمان یافته مانند Bugsy Siegel از نیویورک به مرکز بازی در حال رشد علاقه‌مند شدند و استراحتگاه‌های دیگری مانند فلامینگو را که در سال ۱۹۴۶ افتتاح شد تأمین مالی کردند؛ و مسافرخانه صحرا، که در سال ۱۹۵۰ افتتاح شد. بودجه بسیاری از پروژه‌ها از طریق شرکت بیمه ملی آمریکا تأسیس شد، که در امپراتوری معروف قمار در آن زمان گالوستون، تگزاس مستقر بود.